# Bruno Vittori
Bruno Vittori (Chieti, 4 agosto 1910 – Maiorca, 29 aprile 1937) è stato un militare e aviatore italiano, decorato di Medaglia d'oro al valor militare alla memoria nel corso della guerra civile spagnola.

## Biografia
Nacque a Chieti il 4 agosto 1910. Conseguita nel 1928 la maturità classica presso il Liceo Vittorio Alfieri di Asti, dove il padre lavorò come preside per oltre vent’anni, si arruolò volontario, in seguito a concorso, nella Regia Aeronautica, iniziando a frequentare la Regia Accademia Aeronautica di Caserta, Corso Falco, da dove uscì, due anni dopo, il 1º ottobre 1930, con la promozione ad aspirante. Nominato pilota di aeroplano nel giugno 1931, venne promosso sottotenente in servizio permanente effettivo nel luglio successivo, e nel maggio 1932 conseguì il brevetto di pilota militare su apparecchio Ansaldo A. 300/6. Il 1º agosto fu inviato presso la Scuola di osservazione aerea per frequentarvi un corso di aerocooperazione. Assegnato, poi, Il 10 ottobre 1932 fu assegnato in servizio presso il 19º Stormo Ricognizione Terrestre, venendo promosso un mese dopo al grado di tenente. Ritornato a Cerveteri nel 1935 in qualità di istruttore professionale di volo, nel 1936 divenne insegnante di pratica fotografica in quella Scuola di Osservatore dall’Aeroplano. Promosso capitano nel mese di giugno, fu trasferito al 7º Stormo Bombardamento Terrestre. Il 27 gennaio 1937 partì per la Spagna assegnato all'Aviazione Legionaria delle Baleari, al comando della 215ª Squadriglia Bombardamento Terrestre.  Cadde in combattimento il 26 aprile 1937 a Maiorca, e fu decorato con la medaglia d'oro al valor militare alla memoria.

### Fonti
1. 1 2 3 4 5 6 7  Combattenti Liberazione.
2. 1 2  Gruppo Medaglie d'Oro al Valor Militare 1965, p. 230.
3. 1 2  Ufficio Storico dell'Aeronautica Militare 1969, p. 114.
4. ↑  Medaglie d'oro al valor militare sul sito della Presidenza della Repubblica